# Grand Prix 4
Grand Prix 4 es un videojuego de carreras publicado para PC el 9 de octubre de 2002, última entrega de la serie carreras de Fórmula 1 publicada por Geoff Crammond y MicroProse. Es el sucesor del Grand Prix 3 2000 y con el paso del tiempo se han ido realizando modificaciones en el juego añadiendo mejoras visuales, circuitos, nuevos monoplazas, etc. Todas estas actualizaciones están disponibles en múltiples comunidades de Grand Prix 4.
El modo multijugador está pensado para jugar en LAN, vía Internet no es posible aunque hay ciertos casos en los que usando ciertos programas de emulación de LAN vía Internet se ha conseguido. Para su control se puede usar teclado, gamepad o volante.
Los requerimientos mínimos del PC de la versión original han ido aumentando a medida de la publicación de nuevos Mods, circuitos y monoplazas al aumentar la calidad gráfica del Grand Prix 4 año tras año. Para los últimos mods se recomienda como mínimo un procesador de 2 Ghz, 512 Mb de RAM y una tarjeta gráfica de 128 Mb (nVidia Serie GeForce FX 5700 o ATI Radeon serie 9600 o superior).

## Comunidades y mods
Hoy día Grand Prix 4 es comúnmente jugado por muchos los aficionados a la F1. Hay múltiples comunidades en línea, destacando entre ellas Gp4Spain-SpeedinLive, Gp4Italia y Gp4Argentina . Todas estas comunidades tienen miembros que crean mods, circuitos y coches de diversas categorías del automovilismo. Además de existir en ellas diversas competiciones del Grand Prix 4 para sus miembros.
Además no solo el GP4 es F1, existen varios mods que recrean diversas categorías, de autos turismo, karts y hasta camiones.
Gracias a ciertas aportaciones de algunos jugadores se ha podido ir actualizando el Grand Prix 4, como por ejemplo Rene Smith creando el GpxPatch que permite modificar diversos aspectos del Grand Prix 4 o Laurent Rousseau que creó el 3DEditor y el GP4 Builder ayudando en la creación y actualización de los circuitos del Grand Prix 4 entre otras aportaciones.
Los mods son paquetes que añaden coches y/o circuitos al juego. Entre los mods más destacados del Grand Prix 4 encontramos el MOD 3.2 de Gp4Spain-SpeedinLive que reproduce la temporada 2008 de F1 al completo además de los anteriores Mods de Gp4Spain, que reproducen desde 2003 las temporadas de F1. También realizado por Gp4Spain-SpeedinLive esta el MOD de GP2 2005.
Se publicaron diversos circuitos recientemente agregados al calendario, como Fuji, Baréin, Shanghái y Estambul, así como los remodelados Hungaroring y Hockenheimring consiguiendo que los jugadores puedan disfrutar de los circuitos actuales del mundial de F1, hecho que hasta 2005 no fue posible debido a que la creación de circuitos para Gp4 no estaba tan avanzada como hoy día. Además de los circuitos reales también se han publicado diversos circuitos ficticios que hacen las delicias de los jugadores del Grand Prix 4.
Al Grand Prix 4 se le presentan como competidores el F1 Challenge 99-02 y el rFactor por la posibilidad de estos de celebrar carreras en línea, aunque todavía mantiene una gran cantidad de adeptos y multitud de torneos offline.